# Peppino di Capri e i New Rockers
Peppino di Capri e i New Rockers (talvolta denominato SPL 705, per via dell'enorme numero di catalogo riportato nel retro copertina) è il quindicesimo album in studio di Peppino di Capri, pubblicato nel 1973.

## Descrizione
Messo in commercio poco tempo dopo la vittoria del cantante campano al Festival di Sanremo 1973 con Un grande amore e niente più, il disco racchiude, oltre al brano citato che diventerà in seguito uno dei più grandi successi del cantante negli anni '70, una serie di brani che, scritti insieme ai suoi collaboratori di fiducia, diventeranno classici: da Piano piano dolce dolce, scritta da Migliacci e Mattone e pubblicata l'anno precedente da Nada, a Il musicista, che fu la prima canzone in assoluto scritta dal giovane Depsa, a Magari, che era stata portata dal cantante a Canzonissima 1972.
Vi sono poi altri brani minori presi in "prestito" da altri artisti come Che cosa mi dai, versione in italiano di I Wish I Could Cry di Gilbert O'Sullivan, Non penso più a lei, pezzo di Manuel De Sica, inciso alcuni anni prima dai The Ancients, a La prima sigaretta, che in seguito sarà pubblicata come retro di Champagne, o Per favore non gridare, retro del brano sanremese che ricorda nella melodia un altro successo di Gilbert O' Sullivan, Alone Again (Naturally).
L'album è stato ripubblicato in CD nel 2005 con i quattro brani principali (Un grande amore e niente più, Piano piano dolce dolce, Il musicista e Magari) presentati con arrangiamenti più recenti di quelli originali.

## Tracce
LATO A
1. Un grande amore e niente più (testo di Franco Califano, musica di Ernest John Wright e Giuseppe Faiella)
2. Che cosa mi dai (testo italiano di Depsa e Giuseppe Faiella, testo e musica originali di Gilbert O'Sullivan)
3. Piano piano dolce dolce (testo di Franco Migliacci, musica di Claudio Mattone)
4. In quel portone sotto casa mia (testo di Giovanni Peis, musica di Giuseppe Faiella e Giovanni Peis)
5. Intanto t'ho amata (testo di Mimmo Di Francia e Sergio Iodice, musica di Piero Braggi)
6. Il musicista (testo di Depsa e Mimmo Di Francia, musica di Depsa)

LATO B
1. Non dire mai (testo e musica di Riccardo d'Alterio)
2. La prima sigaretta (testo di Mimmo Di Francia, musica di Sharade)
3. Per cominciare ancora insieme a te (testo di Alberto Salerno, musica di Damiano Dattoli e Elio Isola)
4. Non penso più a lei (testo di Manuel De Sica, musica di Francesco Mario Pagano e Manuel De Sica)
5. Per favore non gridare (testo di Franco Califano, musica di Claudio Mattone)
6. Magari (testo di Depsa e Sergio Iodice, musica di Mimmo Di Francia)

## Formazione
- Peppino di Capri: voce, pianoforte
- Pino Amenta: basso, cori
- Piero Braggi: chitarra, cori
- Ettore Falconieri: batteria, percussioni
- Gianfranco Raffaldi: tastiera, organo Hammond, cori